# Errie Ball
Errie Ball (ur. 14 listopada 1910 w Bangor w Walii, zm. 2 lipca 2014 w Stuart) – amerykański golfista pochodzenia walijskiego.

## Życiorys
Urodzony w 1910 w Walii przeniósł się do Stanów Zjednoczonych w 1930 roku, aby kontynuować karierę w golfa. Był członkiem PGA. W 1957 roku ponownie startował w klubie Augusta National Golf. Został wprowadzony do Illinois Golf Hall of Fame, a w 2011 roku został wprowadzony do PGA Hall of Fame. Zmarł 2 lipca 2014 roku w wieku 103 lat.